# تنفس رنحي
تنفس رنحي (بالإنجليزية: Ataxic respiration)‏ هو نمطٌ تنفسي شاذٌ، يحدثُ فيه تنفسٌ تامٌ غير مُنتظم، مع توقفاتٍ غير مُنتظمة وزيادةٍ في فترات انقطاع التنفس. بسبب اختلاف نمط التنفس، فإنه يُمزج مع التنفس الاحتضاري.

## الأسباب
يحدث بُسبب ضررٍ في النخاع المستطيل بسبب سكتةٍ دماغية أو إصابة. عادةً ما تُشير إلى مآلٍ سيء، وغالبًا ما تتطور إلى انقطاعٍ تام في التنفس. يستخدم المصطلح في بعض الأحيان بالتبادل مع تنفس بيو.

## العلاج
يُعتقد أنَّ تقنيات العناية المركزة قد لا تظهر وجود تنفساتِ بيو. يمكن أن يكون هذا مرتبطًا بحقيقةِ أن علاج تنفس بيو ينتج عادةً عن التنبيب (وضع أنبوب) عند التشخيص، مع تهوية ميكانيكية لتنظيم تنفس المرضى.